# 洛庫特基
51°21′32″N 23°43′38″E / 51.35889°N 23.72722°E
洛庫特基（烏克蘭語：Локутки），是烏克蘭的村落，位於該國西部沃倫州，由科韋利區負責管轄，面積0.22平方公里，海拔高度170米，2001年人口82，人口密度每平方公里372.73人。